# Вильянуэва, Хосе Антонио
Хосе Антонио Вильянуэва Муньос (исп. José Antonio Villanueva Muñoz; род. 16 августа 1985, Картахена, Мурсия) или Вилья (исп. Villa) — испанский футболист, полузащитник клуба «Лорка Депортива».

## Биография

### Клубная карьера
Начал карьеру футболиста в команде «Сьюдад де Мурсия» в 2001 году. Сезон 2002/03 провёл в «Картахене», которая выступала в третьем испанском дивизионе. В семнадцатилетнем возрасте сыграл две игры при тренере Мигеле Ривере. Затем Вильянуэва сменил ряд команд из низших дивизионов Испании, среди которых были «Эльче B», «Бала-Азул», «Масаррон», «Лас-Палас» и «Пуэртояно». В сезоне 2008/09 находился в составе «Аль-Васла» из ОАЭ. В начале 2010 года Хосе перешёл в кипрский «Этникос» из Ахны. В чемпионате Кипра испанец провёл лишь четыре игры. Летом 2010 года Вильянуэва вернулся на родину, присоединившись к команде «Ориуэла». Вместе с «Ориуэлой» занял четвёртое место в Сегунде Б, являясь при этом одним из лидеров команды. В январе 2012 года стал футболистом команды «Лорка Атлетико», которая по итогам сезона вылетела в четвёртый дивизион.
Летом того же года перешёл в марокканский КОДМ Мекнес, однако спустя полгода вернулся в Испанию, где играл за «Торревьеху» и «Атлетико Пульпиленьо». В 2014 году Вильянуэва являлся игроком итальянской «Ачиреале», которая выступала в чемпионате Сицилии. Сезон 2014/15 провёл в «Пинатаре».
В октябре 2015 года присоединился к андоррскому «Лузитансу», куда его пригласил тренер Хавьер Роура, однако выступать за команду смог только с января 2016 года. В чемпионате Андорры дебютировал 31 января 2016 года в матче против «Ордино», испанец забил последний гол в поединке и принёс своей команде победу со счётом (2:1). Вместе с «Лузитансом» стал серебряным призёром Примера Дивизио.
Летом 2016 года перешёл в другой андоррский клуб — «Сан-Жулию», вместе с другим одноклубником Матео Родригесом.

### Карьера в сборной
В составе сборной Мурсии провёл одну игру, 28 декабря 2007 года против Экваториальной Гвинеи (1:0). За сборную Картахены провёл две игры. Дебют состоялся 28 февраля 2007 в матче против Фарерских островов, тогда Картахена уступила в серии пенальти. В марте 2009 года сыграл во встрече против сборной Финляндии до 23 лет (2:0).

## Достижения
«Лузитанс»
- Серебряный призёр чемпионата Андорры: 2015/16